# قانون اخلاقی در درون من
 قانون اخلاقی در درون من با عنوان فرعی درآمدی بر فلسفهٔ عملی ایمانوئل کانت، مجموعهٔ گزیده‌ای است از نوشته‌های اوتفرید هوفه، یکی از برجسته‌ترین کانت‌شناسان امروز، دربارهٔ مبانی فلسفهٔ عملی ایمانوئل کانت. هوفه در هفت بهره به بررسی و واگشایی سیستماتیک مهم‌ترین مفاهیم بنیادی و وجوه شاخص فلسفهٔ اخلاق، حق، تاریخ، دین و نظریهٔ صلح جهانی کانت می‌پردازد، مناسبات این حوزه‌ها را با یکدیگر آشکار می‌کند و توان فلسفی آن‌ها را در قیاس با دیگر مکاتب نافذ فلسفهٔ عملی می‌آزماید. بخش عمدهٔ نوشته‌های گردآوری‌شده در این مجموعه در بسیاری از گروه‌های فلسفهٔ آلمانی‌زبان به‌عنوان متون درسی پایه مورد استفاده قرار می‌گیرد. این مجلد همچنین شامل گزارشی تاریخی از جایگاه فلسفهٔ عملی کانت در دهه‌های گذشته و هم‌اکنون، اصطلاح‌نامه‌ای توضیحی برای درک دقیق‌تر برخی از مفاهیم فلسفهٔ عملی او و کتاب‌شناسی به‌نسبت مفصلی از اهم آثار کانت پژوهی از سوی مترجم است.
این کتاب را رضا مصیبی به زبان فارسی ترجمه کرده است و برای اولین بار توسط نشر نی در سال ۱۳۹۱ منتشر شده است.